# نئورمانتیک‌گرایی

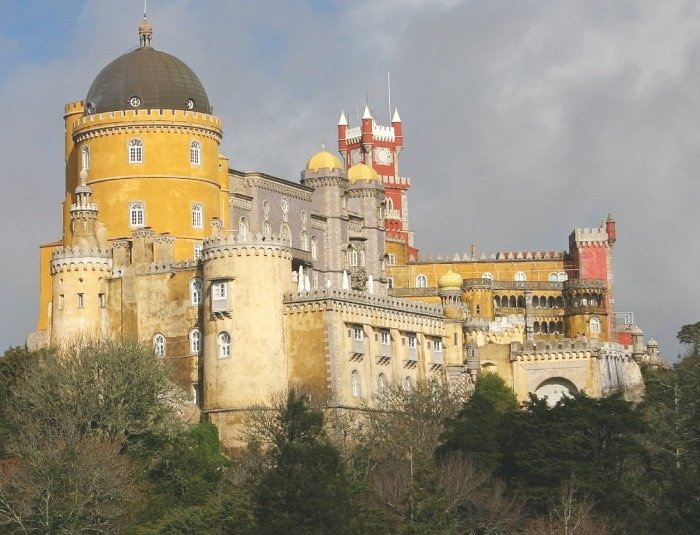
کاخ پنا در سینترا، پرتغال یکی از نقاط مرجع معماری نئو رمانتیک است

اصطلاح نئورمانتیک‌گرایی یا نئورُمانتیسم برای دربرگرفتن جنبه‌های مختلف در فلسفه، ادبیات، موسیقی، نقاشی و معماری و همچنین جنبش‌های اجتماعی به کار می‌رود که بعد از دوره رمانتیسم وجود دارند و عناصری از آن را در خود جای داده‌اند.
این اثر با اشاره به آهنگسازان اواخر قرن ۱۹ از جمله ریشارد واگنر و به ویژه کارل دالهاوس، که موسیقی خود را به عنوان «شکوفایی دیرهنگام رمانتیسم در دورانی مثبت» توصیف می‌کند، مورد استفاده قرار گرفته‌است. او آن را مترادف با «عصر واگنر» می‌داند که از حدود سال ۱۸۵۲ تا ۱۸۹۰و آغاز دوره مدرنیسم روی کار بود و نمایندگان اصلی آن ریشارد اشتراوس و گوستاو مالر بودند. این سبک برای نویسندگان، نقاشان، و آهنگسازان که مردود، رهاشده، یا مخالف واقع‌گرایی، طبیعت‌گرایی، یا سبک‌های آوانگارد در نقاط مختلف از حدود ۱۸۴۰ تا زمان حاضر بوده‌اند، اعمال شده‌است.

## اواخر قرن ۱۹ و اوایل قرن ۲۰
نئو رمانتیسم و همچنین رمانتیسیسم در تقابل با طبیعت‌گرایی قلمداد می‌شوند - در واقع، تا آنجا که به موسیقی مربوط می‌شود، طبیعت‌گرایی بیگانه و حتی خصمانه تلقی می‌شود. در دوره بعد از اتحاد آلمان در سال ۱۸۷۱، طبیعی‌گرایی ادبیات رمانتیک را به عنوان تحریف، تحریف آرمانی واقعیت رد کرد. واضح است که طبیعت‌گرایی ناتوان از پر کردن «خلأ» موجودیت امروزی می‌باشد. منتقدانی مانند هرمان بار، هاینریش مان و یوگن دیدریخس تحت عنوان «نئو-رمانتیسم» به مخالفت با طبیعت‌گرایی و مادی گرایی پرداختند و خواستار تغییر جهت‌گیری فرهنگی برای پاسخ به «اشتیاق روح برای یک معنا و محتوا در زندگی» شدند که ممکن است جایگزین تکه‌تکه شدن دانش مدرن با یک دیدگاه کلی به جهان شود.

## اواخر قرن بیستم
«نئو-رمانتیسم» به عنوان یک لقب جایگزین برای گروه آهنگسازان آلمانی که با جنبش کوتاه مدت Neue Einfachheit در اواخر دهه ۱۹۷۰ و اوایل دهه ۱۹۸۰ شناخته می‌شدند، مطرح شد. همراه با عبارات دیگری مانند «لحن جدید»، همراه با عبارات دیگری مانند «لحن جدید»، این اصطلاح به دلیل عدم تنوع و دقت در میان این آهنگسازان که عضو اصلی آنها ولفگانگ ریم است مورد انتقاد قرار گرفته‌است.

## بریتانیا

### ۱۸۸۰–۱۹۱۰
- لوئیس کارول
- جان راسکین
- ادوارد الگار
- جرارد منلی هاپکینز
- وان ویلیامز
- جنبش زیبایی‌شناسی و جنبش هنرها و صنایع دستی
- نمادگرایی (هنرها)
- رودیار کیپلینگ
- هوسمن
- معماری نئوگوتیک
- برخی از حالت‌های تصویرگری در عکاسی.

### ۱۹۳۰–۱۹۵۵
در تاریخ هنر انگلیس، اصطلاح «نئو-رمانتیسم» به مکتبی کاملاً وابسته به نقاشی منظره گفته می‌شد که در حدود سال ۱۹۳۰ ظهور کرد و تا اوایل دهه ۱۹۵۰ ادامه داشت. اولین بار در مارس ۱۹۴۲ توسط منتقد ریموند مورتیمر در New Statesman نام گذاری شد. این نقاشان به هنرمندان قرن نوزدهم مانند ویلیام بلیک و ساموئل پالمر نگاه می‌کردند، اما همچنین تحت تأثیر هنرمندان فرانسوی پیرو مکتب کوبیست و پسا کوبیست مانند پابلو پیکاسو، آندره ماسون و پاول تچلیتچو قرار داشتند. انگیزه این جنبش تا حدی به عنوان پاسخی به تهدید به حمله در طول جنگ جهانی دوم بود. از جمله هنرمندان مرتبط با آغاز این جنبش می‌توان به پل نش، جان پایپر، هنری مور، ایوون هیتچنز و به ویژه گراهام سادرلند اشاره کرد. نسل جوانتر شامل جان مینتون، مایکل آیرتون، جان کرکستون، کیت وان، رابرت کولکوهون، و رابرت مک‌براید هستند.

## اروپای غربی
فلسفه زیبایی‌شناسی آرتور شوپنهاور و فردریش نیچه کمک زیادی به تفکر نئو رمانتیک کرده‌است.
- نات هامسون (نروژ)
- سیگوردور نوردال (ایسلند)
- آنتون بروکنر (اتریش)
- Wandervogel (آلمان)
- WB Yeats (ایرلند)

## اروپای شرقی
- الکساندر کازبگی (جورجیا)
- اولادزیمیر کاراتکویچ (بلاروس)
- یوهانس سمپر (استونی)
- ماری زیر (استونی)
- ادیسه الیتیس (یونان)
- جنبش لهستان جوان (لهستان)
- آنتونی لانگ (لهستان)
- استانیسلاو پرزبیشوزکی (لهستان / آلمان)
- Tadeusz Miciński (لهستان)
- کارول شیمانوفسکی (لهستان)
- یوجین برمن (روسیه)
- پاول تچلیتچو (روسیه)
- Dragotin Kette (اسلوونی)

## هند
- جنبش چایاواد در ادبیات هند

## ایالات متحده آمریکا
- عکاسی جاستین کورلند
- دونا تارت، به ویژه اولین رمان محبوب او، تاریخ مخفی

## ژاپن
از اواسط دهه ۱۹۳۰ و ادامه جنگ جهانی دوم، یک جنبش ادبی نئو رمانتیک ژاپنی توسط نویسنده یاسودا یوجورو رهبری شد.

### مظاهر مدرن
- هنر فانتزی
- خرده فرهنگ گوت
- منطقه گرایی (هنر)
- نئوپگان
- نئوفولک
- Neoromanticism (موسیقی)
- عاشقانه جدید